# Myrmeleon pseudofasciatus
Myrmeleon pseudofasciatus är en insektsart som beskrevs av Hölzel 1981. Myrmeleon pseudofasciatus ingår i släktet Myrmeleon och familjen myrlejonsländor. Inga underarter finns listade i Catalogue of Life.